# Khizr Khân
Khizr Khân est  le fondateur de la dynastie des Sayyîd. Il règne sur le sultanat de Delhi de 1414 à 1421.

## Biographie
Pendant le règne de Fîrûz Shâh Tughlûq, il succède à son père Malik Sulaymân, un afghan d'origine arabe qui se prétend descendant du prophète (sayyid), comme gouverneur de Multan. En 1395, il est chassé de Multan par Sarang Khân, un frère du vizir de Mahmûd II Mallu Ikbal, et se réfugie à Mewat. Quand en 1398, Tamerlan envahit le Pendjab et attaque le sultanat de Delhi affaiblit par la guerre civile, Khizr Khân prend son parti. Après avoir mis Delhi à sac, Tamerlan quitte les Indes le 19 mars 1399 et laisse Khizr Khân pour le représenter à Multan. En mars 1414, Khizr Khân assiège Delhi et entre triomphalement dans la ville le 28 mai et s'empare du trône. Le sultan Daulat Khan Lodi se réfugie dans la forteresse de Siri où il est assiégé par Khizr Khân pendant quatre mois. Il se rend finalement et est jeté en prison. Le sultanat de Delhi est alors divisé et Khizr Khân n’a que peu de pouvoir sur le reste de l’empire. 
En 1416 il mène son expédition la plus lointaine dans le Rajasthan à l'appel du dirigeant musulman de Nagaur, menacé par le sultan du Gujarat Ahmed Shah.
La dernière année de son règne, Khizr Khân fait campagne dans le Mewat. Après avoir ravagé Gwâlior et soumit le raja d'Etawah, il tombe malade et meurt à Delhi à son retour le 20 mai 1421. Son fils Mubârak Shâh lui succède.

## Sources
- « History of Delhi Sultanate, par M.H. Syed publié par Anmol Publications PVT. LTD., 2004 »(Archive.org • Wikiwix • Archive.is • Google • Que faire ?)  (ISBN 812611830X et 9788126118304)
- « Histoy of medieval India, 1606 - 1756, par S R Bakshi Publié par Anmol Publications PVT. LTD., 2003 »(Archive.org • Wikiwix • Archive.is • Google • Que faire ?)  (ISBN 8174880283 et 9788174880284)